# EFE

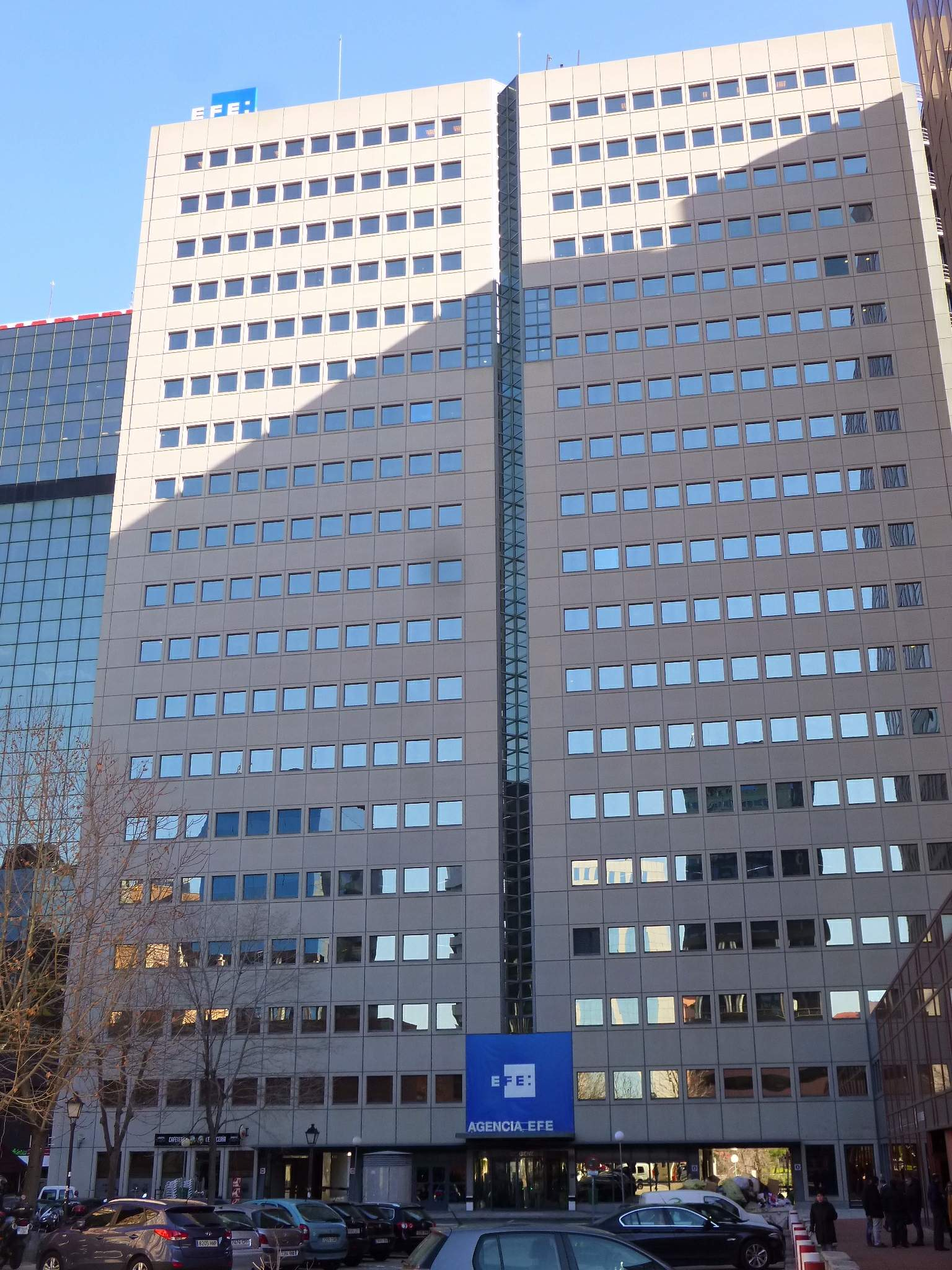

EFE는 스페인의 국제 통신사이자 스페인어로 된 주요 멀티미디어 뉴스 에이전시이며 AP (통신사), 로이터, 프랑스 통신사에 이어 세계에서 4번째로 큰 뉴스 통신사이다. EFE는 1939년 Ramón Serrano Súñer에 의해 설립되었다.
신문, 라디오, 텔레비전, 인터넷의 뉴스 미디어의 전 분야의 정보를 다룬다. 60개국의 3,000명의 기자 덕분에 한 해에 300만 부 정도의 뉴스를 배포하며 3개 대륙인 마드리드, 보고타, 카이로, 리우데자네이루의 4곳의 편집 테이블, 120개국 180곳 이상의 도시에서 1주 24시간 내내 운영한다.